# 索普拱門訓練場
索普拱門訓練場（英語：Thorp Arch），是英格蘭列斯聯足球會的訓練場場和青訓基地，位於索普拱門村，類近韋瑟比，面積12.1公頃。訓練場分為三個部分：田莊（the Grange）、馬厩（the Barn）和訓練場地。目為為止，雖然沒有任何一部分是屬於列斯聯，但馬厩和訓練場地則是租借給球會。列斯聯現正與列斯市議會洽談有關重新購買訓練場的事宜。列斯聯U18和U16組別現在以訓練場作為他們的主場。

## 歷史
1988年，訓練場是侯活·韋健遜的心血結晶，他成為列斯聯的領隊後認為球會需要興建訓練場。當時，列斯聯的訓練場地是富勒頓公園（Fullerton Park），公園的設施比列斯聯主場艾蘭路球場的西看台還要落後。在90年代初，列斯聯開始尋找適合建造新訓練場的土地。球會最終選擇了索普拱門並迅速興建了數個球場，亦建造了設有更衣室、辦公室和學徒球員住所的田莊（the Grange）。
2000年，列斯聯搬出田莊以便開始興建造價達500萬英鎊的先進青年學院和培訓設施。這次遷移使學徒球員需要暫居於當地家庭。新學院於2002年揭幕並命名為馬厩（the Barn）。馬厩計劃興建的主要設施有室內球場、游泳池、健身室和新的更衣室。
然而，列斯聯不久便陷入財政困難。2004年7月，田莊被出售予由韋瑟比商人大衛·紐韋茨（David Newett）掌管的斯特靈投資置業有限公司（Sterling Investment Properties Limited）。作為交易的一部分，列斯聯不得不支持斯特靈投資置業有限公司在田莊的任何規劃申請，為期達50年。六個月後，馬厩和訓練場地以420萬英鎊的售價賣給曼徹斯特商人雅各布·阿德勒（Jacob Adler）掌管的班拿威私營股份制公司，並附上2009年10月10日前重新購買訓練場的話，需要支付5,828,131英鎊。班拿威讓列斯聯租用設施25年，球會每年需要支付約43萬英鎊的租金，並且每年增長3巴仙。
2009年9月，列斯聯主席肯·碧斯宣佈球會正與列斯市議會磋商就市議會從雅各布·阿德勒手上重新購買訓練場並租借回列斯聯。隨後的一個月，列斯聯宣佈球會與市議會達成共識，當14後所有市議會的債務已償還或更早通過協商的話，球會將擁有訓練場。這次交易使索普拱門需要在2012年倫敦奧運、2013年橄欖球世界杯和2015年橄欖球世界杯期間提供訓練場地，如果英格蘭成功申辦世界盃的話，亦需於期間提供訓練場地。預計在未來的一週內，回購權將會被執行，這代表著索普拱門訓練場的長遠發展是無危的。

## 設施
田莊（The Grange），是唯一由列斯聯在九十年代初期開始運作直到千禧年的設施，設有學徒球員住所、辦公室和更衣室。
該場地設有有八全尺寸草地球場和兩個全天候球場以及幾種主要的球場燈光。
馬厩（The Barn），它2002年取代了田莊，設有一個招待處、咖啡廳、數間辦公室和更衣室。它亦設有以下的一流設施：
- 室內球場（Indoor pitch）：這主要是學徒球員使用的。球場的特色是使用人造草地和有加熱功用。
- 生理室（Physio rooms）：在索普拱門訓練場有兩間生理室，一間是給一隊使用的，另一間則是學院。
- 生物科技室（Bio science room）：房間用於球員體檢、科學檢測和預防屏幕。
- 康復室（Rehabilitation room）：在康復室裡，評估工作和活動，如籃球以便幫助球員在康復階段從傷病中恢復。房間亦具有彈性地板。
- 健身室（Gym）：健身室一般是用於恢復球員的體能。
- 濕區（Wet area）：濕區提供按摩按摩浴缸，水療池和游泳池。